# Wothersome
Wothersome est une paroisse civile du Yorkshire de l'Ouest, en Angleterre.